# Pascal Heinrichs
Pascal Heinrichs (* 2. August 1989 in Bochum) ist ein deutscher Basketballtrainer.

## Werdegang
Heinrichs spielte beim USC Freiburg, weilte eine Zeit lang in den Vereinigten Staaten und verstärkte dann die TSG Schwäbisch Hall. 2009 schloss er sich dem Verein Heimerer Schulen Basket Landsberg an, mit dem er 2009/10 in der 1. Regionalliga antrat. 2010/11 spielte er für die U23-Mannschaft des Schweizer Vereins Starwings Basket Regio Basel. Er war als Spieler später Mitglied der Regionalligisten Baskets 98 Völklingen-Warndt sowie Bodfeld Baskets Oberharz. 2014/15 gehörte er der Mannschaft von TB Emmendingen  in der 2. Regionalliga Herren Süd an.
Ab 2015 war er als Trainer im Nachwuchsbereich des Bundesligisten Crailsheim Merlins tätig. 2017 verließ er den Verein und arbeitete fortan bei Medi Bayreuth. Auch beim oberfränkischen Bundesligisten gehörte er zum Trainerstab des Nachwuchsbereichs, war Assistenztrainer der Bayreuther Mannschaften in der Regionalliga sowie in der Nachwuchs-Basketball-Bundesliga (NBBL). Heinrichs durchlief die vom Deutschen Basketball-Ausbildungsfonds e.V. geförderte Nachwuchstrainerausbildung.
Im Sommer 2020 trat Heinrichs bei den Gladiators Trier seinen Dienst als Jugendtrainer sowie als Assistenztrainer der Zweitliga-Mannschaft an. Nach der Entlassung von Cheftrainer Marco van den Berg Anfang Januar 2022 wurde Heinrichs zunächst übergangsweise zum Cheftrainer der Moselaner in der 2. Bundesliga ProA befördert. Trier gewann drei der ersten vier Punktspiele unter Heinrichs’ Leitung, woraufhin dieser Anfang Februar 2022 einen Vertrag als Cheftrainer bis zum Ende der Saison 2021/22 erhielt. Im Mai 2022 wurde sein Vertrag in Trier verlängert, nachdem er die Mannschaft in der Hauptrunde der Saison 2021/22 auf den vierten Tabellenplatz geführt hatte. In der folgenden Meisterrunde schied er mit Trier in der ersten Runde (Viertelfinale) aus. Anfang März 2023 wurde Heinrichs in Trier am Tag nach einer 85:108-Niederlage gegen Karlsruhe entlassen, Geschäftsführer Achim Schmitz beklagte eine sportliche Negativspirale.
Anfang Juni 2023 wurde Heinrichs als neuer Cheftrainer des Schweizer Erstligisten Starwings Basket Regio Basel vorgestellt. Er betreute die Mannschaft im Spieljahr 2023/24, in der nur ein Sieg gelang, dann trennte man sich wieder. Im Juli 2024 wurde Heinrichs als neuer Trainer des Regionalliga-Vereins Black Forest Panthers vorgestellt.